# Луиш Карлош Мота
Луиш Карлош Мота е бивш бразилски футболист, нападател. Един от първите чужденци в тима на Литекс (Ловеч), за който играе 3 сезона.

## Кариера
В началото на 1998 г. Мота подписва с Литекс като част от сделка за кафе на собственика на тима Гриша Ганчев. Преди да акостира в България, нападателят не е играл професионален футбол. Мота за кратко време научава български език и до края на сезон 1997/98 изиграва 5 мача и вкарва 1 гол. Същия сезон за първи път Литекс става шампион на България. През сезон 1998/99 „оранжевите“ дублират титлата си, а бразилецът се разписва веднъж в 11 срещи. Мота записва 6 мача квалификационните кръгове на Шампионската лига и Купата на УЕФА. Бразилецът е запомнен от феновете най-вече с гола си в 1/2-финала за Купата на България срещу Левски, спечелен с 4:0.
През лятото на 2001 г. напуска Литекс. През 2004 г. играе за Депортиво Италчакао, а след това – в бразилския Рио Кларо.